# Paweł Jarczewski
Paweł Jarczewski (ur. 4 lutego 1967 w Kaliszu) – polski menedżer, w latach 2013–2016 prezes zarządu Grupy Azoty, w latach 2008–2013 prezes zarządu Grupy Azoty Zakłady Azotowe "Puławy" z siedzibą w Puławach, magister ekonomii. Ukończył Szkołę Główną Handlową w Warszawie, na Wydziale Handlu Zagranicznego, kierunek ekonomika i organizacja handlu zagranicznego.

## Kariera w biznesie
W maju 2013 r. powołany na stanowisko prezesa zarządu Grupy Azoty. W ramach Grupy Azoty odpowiedzialny jest m.in. za zarządzanie Grupą Kapitałową, sprawowanie nadzoru właścicielskiego nad podmiotami tworzącymi Grupę oraz Centrum Biznesu Agro w Grupie Azoty. Kieruje polityką informacyjną, przekształceniami strukturalno-własnościowymi oraz realizacją strategii i polityki personalnej w Grupie Azoty. W czasie jego prezesury w Grupie Azoty doszło do uruchomienia:
- w Grupie Azoty S.A. (dawniej: Zakłady Azotowe w Tarnowie-Mościcach) wytwórni do skraplania dwutlenku węgla[7][8]; zainicjowano budowę nowej Wytwórni Poliamidu 6 w Tarnowie[9],
- w Grupie Azoty Zakłady Azotowe "Puławy" S.A. Instalacji Odsiarczania Spalin oraz Nowego Kompleksu Nawozowego[10][11]; stokażu amoniaku[12][13],
- w Zakładach Azotowych "Chorzów" S.A. pierwszej w kraju instalacji do przerobu tłuszczów zwierzęcych i olejów roślinnych do destylowanych kwasów tłuszczowych i stearyny[14][15],
- w Grupie Azoty ZAK S.A. instalacji do produkcji plastyfikatora Oxoviflex™[16]; zainicjowano budowę nowej elektrociepłowni[17][18],
- w Grupie Azoty Zakłady Chemiczne "Police" S.A. zainicjowano projekt Police2: instalację do produkcji propylenu metodą PDH[19].

Grupa Azoty sfinalizowała również przejęcie spółki Kopalnie i Zakłady Chemiczne Siarki "Siarkopol" S.A.. 
W sierpniu objął stanowisko przewodniczącego Radzie Nadzorczej Grupy Azoty Zakładów Chemicznych "Police" S.A.. 
Do maja 2013 r. sprawował funkcję prezesa zarządu Grupy Azoty Zakłady Azotowe "Puławy" S.A. Z Zakładami Azotowymi w Puławach związany był od 1992 r. W latach 2002–2006 pełnił funkcję dyrektora handlowego Zakładów Azotowych. W latach 2006–2008 pracował w CTL Logistics S.A. na stanowisku dyrektora ds. rozwoju. Od 2008 r. pełni funkcję prezesa zarządu Grupy Azoty Zakłady Azotowe "Puławy" S.A.. Dzięki jego działaniom, Grupa Azoty Zakłady Azotowe "Puławy" S.A. jako jedna z niewielu europejskich firm z branży Wielkiej Syntezy Chemicznej skutecznie oparła się kryzysowi lat 2008/2009, wypracowując zysk na poziomie 35 mln zł. W listopadzie 2012 r. został ponownie powołany na prezesa Grupy Azoty Zakłady Azotowe "Puławy" S.A. na kolejną trzyletnią kadencję.
W czasie pełnienia funkcji prezesa, Grupa Azoty Zakłady Azotowe "Puławy" S.A. zrealizowały inwestycję Tlenownia-Amoniak-Mocznik, która zwiększyła zdolności produkcyjne mocznika o ok. 270 tys. ton/rok oraz NOXy® do 100 tys. ton/rok. 
Spółka doprowadziła do konsolidacji z innymi zakładami z branży chemicznej. W 2011 r. Grupa Azoty Zakłady Azotowe "Puławy" S.A. nabyła większość udziałów w Gdańskich Zakładach Nawozów Fosforowych "Fosfory" sp. z o.o. Rok później spółka nabyła 85% udziałów w Zakładach Azotowych "Chorzów" S.A. (dawniej: Adipol-Azoty S.A.).
29 kwietnia 2013 r., przestał pełnić dotychczasowe stanowisko Prezesa Grupy Azoty Zakłady Azotowe "Puławy" S.A. i został powołany do pełnienia funkcji Prezesa Zarządu Grupy Azoty S.A. W sierpniu 2013 r. objął stanowisko przewodniczącego rady nadzorczej Grupy Azoty Zakłady Chemiczne "Police" S.A. W styczniu 2015 r. rada nadzorcza Grupy Azoty powołała zarząd spółki na kolejną, X kadencję, z prezesem Pawłem Jarczewskim na czele.

## Aktywność międzynarodowa
W latach 2011–2013 pełnił funkcję wiceprezydenta Fertilizers Europe - największego Stowarzyszenia Producentów Nawozów na Starym Kontynencie. Ponadto sprawował funkcję przewodniczącego Komitetu Ekonomicznego tej organizacji. 
W maju 2014 r. został nominowany na stanowisko Członka Zarządu na region Zachodniej i Centralnej IFA (International Fertilizer Industry Association) - Międzynarodowego Stowarzyszenia Przemysłu Nawozowego. W czerwcu 2015 r. objął funkcję Prezesa Komitetu ds. technicznych, utrzymania i bezpieczeństwa produkcji w IFA. 
Reprezentuje również Spółkę na forum Europejskiego Stowarzyszenia Petrochemicznego (EPCA) oraz sprawuje funkcję członka Rady Dyrektorów KGHM International. Ponadto uczestniczy w licznych konferencjach na szczeblu krajowym i międzynarodowym, m.in. w konferencji w Davos jako reprezentant polskiego przemysłu chemicznego na świecie czy na Argus FMB Fertilizer Europe.

## Aktywność naukowa
Wypełnia swoje obowiązki jako członek konwentu Politechniki Lubelskiej i UMCS w Lublinie, Konwentu Politechniki Warszawskiej i Konwentu Uniwersytetu Rolniczego im. Hugona Kołłątaja w Krakowie. Od kilku lat jest również członkiem Rady ds. Innowacji Województwa Lubelskiego - nominacja Zarządu Województwa.
W listopadzie 2011 r. zainicjował współpracę Grupy Azoty Zakłady Azotowe "Puławy" S.A. z Instytutem Nawozów Sztucznych, Instytutem Uprawy, Nawożenia i Gleboznawstwa, Szkołą Główną Gospodarstwa Wiejskiego w Warszawie oraz Puławską Szkołą Wyższą. Podmioty te zawiązały konsorcjum Centrum Kompetencji "Puławy" - platformę, będącą centrum wymiany wiedzy pomiędzy rolnikami, doradcami rolnymi, instytucjami naukowymi, a także szeroko rozumianym biznesem.

## Wyróżnienia
W listopadzie 2013 r. uhonorowano go jednym z wyróżnień Polish Chemical Awards 2013 jako Top Executive. W listopadzie 2014 r. został wyróżniony Medalem Honorowym "Zasłużeni dla Eksportu". W grudniu 2014 r. został wyróżniony tytułem "Ludzie Dekady", nagrodą plebiscytu Polskiego Towarzystwa Wspierania Przedsiębiorczości. Uzyskał tytuł Człowieka Roku 2014 w plebiscycie organizowanym przez Gazetę Krakowską.

## Życie prywatne
Pochodzi z Kalisza, lecz przez wiele lat związany był z Puławami, gdzie aktualnie mieszka. Ma żonę i dwie córki. Jako licealista grał na gitarze basowej w nowofalowej kapeli "Grupa Operacyjna". Obecnie słucha przede wszystkim jazzu. Interesuje się historią Europy XVII wieku, zwłaszcza militarną historią Szwecji.